# 普加奇夫卡 (羅基特涅區)
49°43′1″N 30°19′6″E / 49.71694°N 30.31833°E
普哈奇夫卡（烏克蘭語：Пугачівка）是位於烏克蘭北部的村莊，由基辅州白采爾克瓦區的羅基特內市鎮負責管轄。該村始建於1765年，面積2平方公里，海拔高度152米，2001年人口387，人口密度每平方公里193.5人。